# Yū Fujiki
Yū Fujiki (藤木 悠 Fujiki Yū?, n. 2 martie 1931, prefectura Tokyo⁠(d), Japonia – d. 19 decembrie 2005, Chūō, Tōkyō, Japonia) a fost un actor de film japonez. A apărut în peste 100 de filme din 1954 până în 2005.

## Carieră
Născut la Tokyo, Fujiki a fost campion național la scrimă al Japoniei în anul 1951, în timpul facultății. Compania Toei i-a oferit un post de actor în filmele chambara, dar Fujiki, care nu avea ambiții actoricești, a refuzat. După ce a absolvit cursurile Universității Doshisha din Kyoto în 1954, l-a vizitat pe fratele său mai mare, Ichiro Sato, care lucra ca producător al companiei Toho, pentru a se conculta cu el în privința carierei profesionale pe care să o urmeze. Fratele său l-a convins să candideze pentru un post de funcționar de relații publice în cadrul companiei, dar conducerea Toho i-a propus să-l angajeze ca actor. Inițial reticent, Fujiki a acceptat în cele din urmă și, cu toate că a încercat de mai multe ori să-și schimbe cariera, a jucat peste 40 de ani în filme.
A început jucând roluri simple în dramele lui Mikio Naruse, în jidai-geki și în filme de război, ajungând mai târziu să interpreteze roluri mai comice, mai ales în combinație cu Tadao Takashima. A jucat alături de Toshirō Mifune în Dansei No. 1 (1955), interpretând rolul unui puști cules de pe stradă și antrenat ca boxer de gangsterul Maki (interpretat de Mifune), care ajunge în centrul unui conflict între două bande rivale. În același an a apărut iarăși alături de Mifune în Otoko arite (1955) și Samurai II: Duel at Ichijoji Temple (1955), iar în anul următor a jucat rolul boxerului Kotetsu în filmul Kuro-obi sangokushi (1956).
A apărut frecvent în comedii, alături de Hitoshi Ueki și de trupa muzical-umoristică Crazy Cats, în rolurile unor funcționari de rang mediu care au devenit victime ale unor manevre necinstite desfășurate în jurul lor. Fujiki s-a simțit adesea fascinat și copleșit să joace alături de mari vedete ale cinematografiei japoneze ca Mifune, Ganjirō Nakamura, Isuzu Yamada sau Kyoko Kagawa, iar Akira Kurosawa i-a reproșat în filmul Azilul de noapte (1957) că joacă prea timorat. În filmul Kunisada Chûji (1960) Fujiki a jucat rolul unui camarad al haiducului Chûji Kunisada (interpretat de Mifune), considerat un Robin Hood al Japoniei. A interpretat apoi rolul unuia din cei 47 de samurai în filmul Chūshingura: Hana no Maki, Yuki no Maki (1962) al lui Hiroshi Inagaki.
Fujiki a părăsit studioul Toho în 1974 și a obținut succes în seriale de televiziune precum G-Men '75.

## Filmografie

### Filme de cinema
| An   | Titlu                                                                      | Rol                                                       | Note                  |
| ---- | -------------------------------------------------------------------------- | --------------------------------------------------------- | --------------------- |
| 1954 | Saraba Rabauru                                                             |                                                           |                       |
| 1954 | Mako osorubeshi                                                            |                                                           |                       |
| 1954 | Doyoubi no tenshi                                                          |                                                           |                       |
| 1954 | Yurei Otoko                                                                |                                                           |                       |
| 1955 | Dansei No. 1                                                               | Ichiro Shimamura                                          |                       |
| 1955 | Izumi e no michi                                                           |                                                           |                       |
| 1955 | Otoko arite                                                                | Hiroshi Ônishi                                            |                       |
| 1955 | Samurai II: Duel at Ichijoji Temple                                        | Denshichiro Yoshioka                                      |                       |
| 1955 | Geisha Konatsu: Hitori neru yo no Konatsu                                  | Yamada                                                    |                       |
| 1955 | Ai no rekishi                                                              | Akihiko Ôhira                                             |                       |
| 1956 | Rangiku monogatari                                                         |                                                           |                       |
| 1956 | Kuro-obi sangokushi                                                        | Kotetsu                                                   |                       |
| 1956 | Furyô shônen                                                               | Shûzô Ukita                                               |                       |
| 1956 | Nemuri Kyôshirô burai hikae                                                |                                                           |                       |
| 1957 | Tronul însângerat                                                          | samurai în slujba gen. Washizu                            |                       |
| 1957 | Hoshizora no machi                                                         |                                                           |                       |
| 1957 | Taian kichijitsu                                                           |                                                           |                       |
| 1957 | Kono futari ni sachi are                                                   |                                                           |                       |
| 1957 | Zoku Sazae-san                                                             | Norio                                                     |                       |
| 1957 | Salaryman shusse taikôki                                                   | Kunihiro                                                  |                       |
| 1957 | Koto no tsume                                                              |                                                           |                       |
| 1957 | Azilul de noapte                                                           | toboșarul Unokichi                                        |                       |
| 1957 | Daigaku no samurai tachi                                                   | Okabe                                                     |                       |
| 1957 | Ippon-gatana dohyô iri                                                     | Nekichi                                                   |                       |
| 1957 | Zokuzoku Ôban: Dotô hen                                                    | angajat al magazinului                                    |                       |
| 1957 | Sazae-san no seishun                                                       | Norio                                                     |                       |
| 1958 | Kusabuê no okâ                                                             |                                                           |                       |
| 1958 | Yajikata dôchû sugoroku                                                    |                                                           |                       |
| 1958 | Anzukko                                                                    | Okada                                                     |                       |
| 1958 | Kekkon no subete                                                           |                                                           |                       |
| 1958 | Kigeki ekimae ryokan                                                       |                                                           |                       |
| 1958 | Doji o numana                                                              |                                                           |                       |
| 1958 | Furanki no sannin mae                                                      |                                                           |                       |
| 1958 | Kami no taisho                                                             |                                                           |                       |
| 1958 | Jinsei gekijô - Seishun hen                                                |                                                           |                       |
| 1958 | The Hidden Fortress                                                        | gardian                                                   |                       |
| 1959 | Kodama wa yonde iru                                                        | Ken'ichi HIrasawa                                         |                       |
| 1959 | Aisaiki                                                                    |                                                           |                       |
| 1959 | Songokû                                                                    |                                                           |                       |
| 1959 | Sarariman shussetai koki daiyonbu                                          | Kato                                                      |                       |
| 1959 | Shin santô jûyaku                                                          | Hikotarô Takeda                                           |                       |
| 1959 | The Three Treasures                                                        | Okabi                                                     |                       |
| 1959 | Sarariman jikkai                                                           |                                                           |                       |
| 1959 | Kashima ari                                                                |                                                           |                       |
| 1960 | Samurai to oneechan                                                        | Ryôichi Kageyama                                          |                       |
| 1960 | When a Woman Ascends the Stairs                                            | Matsui (soțul lui Miyuki)                                 |                       |
| 1960 | Yama no kanata ni - Dai ichi-bu: Ringo no hoo: Dai ni-bu: Sakana no seppun | Yamazaki                                                  |                       |
| 1960 | Hito mo arukeba                                                            | Kogoro Kindaichi                                          |                       |
| 1960 | Kunisada Chûji                                                             | Gentetsu Shimizu                                          |                       |
| 1960 | Shin santô jûyaku: Ataru mo hakke no maki                                  | Tadao Minagawa                                            |                       |
| 1960 | Shin santo juyaku: teishu kyo iku no maki                                  |                                                           |                       |
| 1960 | Happyaku-ya oshichi                                                        |                                                           |                       |
| 1960 | Shin jôdaigaku                                                             |                                                           |                       |
| 1960 | Gametsui yatsu                                                             |                                                           |                       |
| 1960 | Sararîman Chûshingura                                                      | Akagaki                                                   |                       |
| 1961 | Ôsaka-jô monogatari                                                        | Danuemon Hanawa                                           |                       |
| 1961 | Shusse kôsu ni shinro o tore                                               |                                                           |                       |
| 1961 | Zoku sararîman Chûshingura                                                 | Akagaki                                                   |                       |
| 1961 | Honkon no yoru                                                             |                                                           |                       |
| 1961 | Toiretto shacho                                                            |                                                           |                       |
| 1961 | Toilet buchô                                                               | Ôba                                                       |                       |
| 1961 | The End of Summer                                                          | Maruyama Rokutarou                                        |                       |
| 1961 | Futari no musuko                                                           |                                                           |                       |
| 1961 | Ganba                                                                      |                                                           |                       |
| 1962 | Salary man Shimizu minato                                                  | Ôiwa                                                      |                       |
| 1962 | Zoku sararîman shimizu minato                                              |                                                           |                       |
| 1962 | Long Way to Okinawa                                                        |                                                           |                       |
| 1962 | Josei jishin                                                               | Isaburô Ishimoto                                          |                       |
| 1962 | Nihon ichi no wakadaishô                                                   |                                                           |                       |
| 1962 | Star of Hong Kong                                                          | Ôtsuka                                                    |                       |
| 1962 | King Kong vs. Godzilla                                                     | Kinsaburo Furue                                           |                       |
| 1962 | Chūshingura: Hana no Maki, Yuki no Maki                                    | Yushichi Takebayashi                                      |                       |
| 1963 | Onna ni tsuyoku naru kufû no kazukazu                                      | Kinsaku Sano                                              |                       |
| 1963 | Nippon jitsuwa jidai                                                       |                                                           |                       |
| 1963 | Kawachi udoki-Oiroke hanjoki                                               |                                                           |                       |
| 1963 | Hawai no wakadaishô                                                        |                                                           |                       |
| 1963 | Ringo no hana saku machi                                                   | Toshiyuki Sawada                                          |                       |
| 1963 | Norainu sakusen                                                            |                                                           |                       |
| 1963 | Oneechan sandai-ki                                                         | Kusakari                                                  |                       |
| 1963 | Atragon                                                                    | Yoshito Nishibe                                           |                       |
| 1963 | Honolulu, Tokio, Hong Kong                                                 | polițist                                                  |                       |
| 1964 | Yearning                                                                   | dl. Nomizo, angajatul supermarketului rival al lui Morita |                       |
| 1964 | Mothra vs. Godzilla                                                        | Jiro Nakamura                                             |                       |
| 1964 | Hadaka no jûyaku                                                           |                                                           |                       |
| 1964 | Chi to daiyamondo                                                          |                                                           |                       |
| 1964 | Horafuki taikôki                                                           | Toshiie Maeda                                             |                       |
| 1964 | Danchi: Nanatsu no taizai                                                  | al 6-lea Sin & al 7-lea Sin-Toshio Aono                   |                       |
| 1964 | Hana no oedo no musekinin                                                  |                                                           |                       |
| 1965 | Tameki no taisho                                                           |                                                           |                       |
| 1965 | Senjo ni nagareru uta                                                      |                                                           |                       |
| 1965 | Honkon no shiroibara                                                       | un inspector chinez                                       |                       |
| 1966 | Musekinin Shimizu Minato                                                   |                                                           |                       |
| 1966 | Onna no naka ni iru tanin                                                  |                                                           |                       |
| 1966 | Kureji da yo: kisôtengai                                                   | Takebayashi                                               |                       |
| 1966 | The War of the Gargantuas                                                  |                                                           |                       |
| 1966 | Tenamonya Tôkaidô                                                          |                                                           |                       |
| 1966 | Jinchoge                                                                   | Nomura                                                    |                       |
| 1966 | Neko no kyujitsu                                                           |                                                           |                       |
| 1966 | Kore ga seishun da!                                                        | Nakagawa                                                  |                       |
| 1967 | Râkugoyarô-Daibakushô                                                      | Chuya Maruhashi                                           |                       |
| 1967 | Kureji ogon sakusen                                                        |                                                           |                       |
| 1967 | Take-chan shacho: Seishun de tsukkare!                                     |                                                           |                       |
| 1967 | Japan's Longest Day                                                        | maiorul Seike, adjutantul militar al împăratului          |                       |
| 1967 | Tenamonya yurei dochu                                                      | Hyobe Kuroiwa                                             |                       |
| 1967 | Dekkai taiyô                                                               |                                                           |                       |
| 1967 | Two in the Shadow                                                          | Ishikawa, soțul lui Ayako                                 |                       |
| 1967 | Moero! Taiyô                                                               |                                                           |                       |
| 1968 | Kawachi fûten zoku                                                         | Sanjirô                                                   |                       |
| 1968 | Kantai Shireicho-Kan - Yamamoto Isoroku                                    | ofițerul de stat major Fujii                              |                       |
| 1968 | Moero! Seishun                                                             | Shôjirô Arikawa                                           |                       |
| 1968 | Kûsô tengoku                                                               | Kuroda                                                    |                       |
| 1969 | Go! Go! Wakadaishô                                                         | Kyoza Yokozawa                                            |                       |
| 1969 | Furesshuman wakadaishô                                                     |                                                           |                       |
| 1969 | Konto 55go: Jinrui no daijakuten                                           |                                                           |                       |
| 1969 | Nippon ichi no danzetsu otoko                                              | Kishii                                                    |                       |
| 1969 | Mito Kômon man'yûki                                                        | Yadayû Ôno                                                |                       |
| 1969 | Musume zakari                                                              | Yûzô Sagawa                                               |                       |
| 1970 | Space Amoeba                                                               | șeful departamentului de marketing                        |                       |
| 1970 | Ore no sora da ze! Wakadaishô                                              |                                                           |                       |
| 1970 | Batsugun joshikôsei: 16 sai wa kanjichau                                   | Akahori                                                   |                       |
| 1970 | Batsugun joshikôsei: Sotto shitoite 16 sai                                 |                                                           |                       |
| 1971 | Nishi no petenshi Higashi no sagishi                                       | Uchida                                                    |                       |
| 1973 | Yubi-kun: Sarariman jingi                                                  |                                                           |                       |
| 1974 | Isoge! Wakamono                                                            | Hirata                                                    |                       |
| 1975 | Ganbare! Wakadaishô                                                        |                                                           |                       |
| 1976 | Gekitotsu! Wakadaishô                                                      |                                                           |                       |
| 1977 | Kochira Katsushika-ku Kameari kôen mae hashutsujo                          |                                                           |                       |
| 1981 | Kaettekita wakadaishô                                                      |                                                           |                       |
| 1981 | Station                                                                    | Ichiro Mikami                                             |                       |
| 1981 | Chikagoro naze ka Charusuton                                               |                                                           |                       |
| 1981 | Sukkari... sono ki de!                                                     |                                                           |                       |
| 1982 | The Highest Honor                                                          |                                                           | nemenționat           |
| 1983 | Jidai-ya no nyobo                                                          | Tonkichi no Oyaji                                         |                       |
| 1983 | Daburu beddo                                                               | bărbatul din serialul TV                                  |                       |
| 1984 | F2 grand prix                                                              |                                                           |                       |
| 1985 | Jidai-ya no nyobo 2                                                        | maestrul lui Tonkichi                                     |                       |
| 1986 | Uemura Naomi monogatari                                                    | Mitsuo Ogawa                                              |                       |
| 1987 | Ore wa otokoda! kanketsu-hen                                               |                                                           |                       |
| 1991 | Dai yûkai                                                                  | președintele televiziunii Wakayama Broadcasting           |                       |
| 1996 | Black Jack 2: Pinoko ai shiteru                                            | dr. Kani                                                  |                       |
| 2001 | Satorare                                                                   |                                                           |                       |
| 2003 | Nain souruzu                                                               | proprietarul restaurantului                               |                       |
| 2005 | Kita no zeronen                                                            | Kamejiro Nakano                                           | (ultimul rol în film) |

### Filme și seriale de televiziune
| An        | Titlu             | Rol             | Note           |
| --------- | ----------------- | --------------- | -------------- |
| 1969      | Ten to Chi to     | Kakizaki Kageie | dramă istorică |
| 1973      | Bardie Daisakusen |                 |                |
| 1974-1975 | Ultraman Leo      | Seiji Omura     | 51 de episoade |
| 1975-1979 | G-Men '75         | Hachibe Yamada  |                |
| 1994      | Hana no Ran       | Nijō Mochimichi | dramă istorică |

## Legături externe
- Yū Fujiki la Internet Movie Database